# Pylaisiadelpha propinqua
Pylaisiadelpha propinqua là một loài Rêu trong họ Sematophyllaceae. Loài này được (Harv.) W.R. Buck miêu tả khoa học đầu tiên năm 1984.